# دریاچه ایپالا
دریاچهٔ ایپالا (به اسپانیایی: Laguna de Ipala) دریاچه‌ای آتشفشانی واقع در جنوب شرقی استان چیکیمولا در گواتمالا در آمریکای مرکزی است. مساحت این دریاچه که در عمق ۱۵۰ متری از دهانهٔ ۱ کیلومتری آتشفشان ۱۶۵۰ متری ایپالا قرار گرفته است به ۰.۵۹ کیلومتر مربع می‌رسد. این دریاچه در ارتفاع ۱۴۹۳ متری واقع است.